# José Ignacio Goirigolzarri
José Ignacio Goirigolzarri Tellaeche (né le 4 février 1954 à Bilbao) est un économiste et cadre espagnol. Le 9 mai 2012, il arrive à la tête de Bankia, la 4e plus grande banque espagnole. Le 25 mai 2012, il demande 19 milliards d'euros au Fonds de restructuration des banques espagnoles, le fonds lancé par le gouvernement pour assainir les banques.